# Jules Van Praet

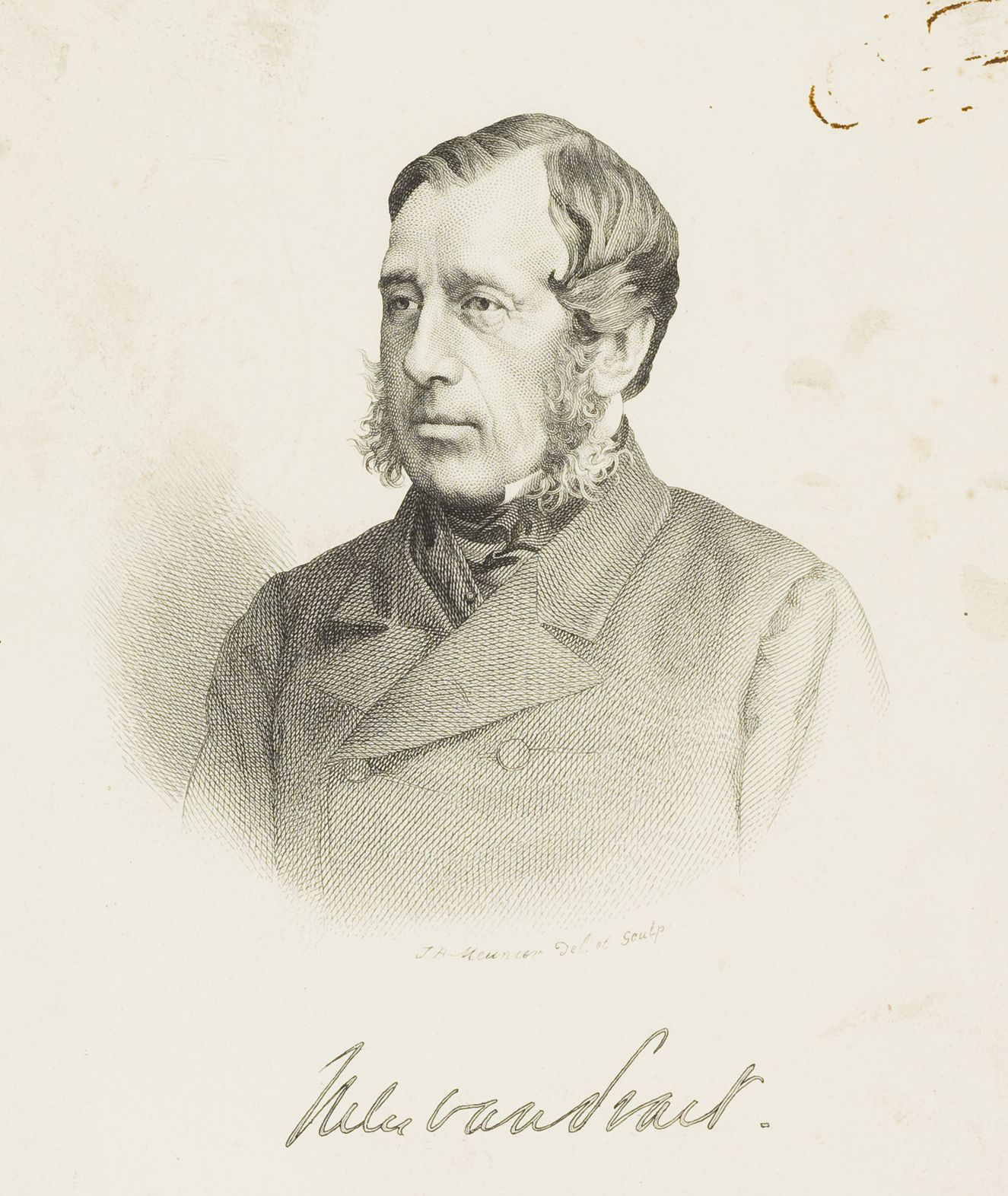
Jules Van Praet in 1860

Jules Frédéric Joseph Augustin Van Praet (Brugge, 2 juli 1806 - Brussel, 29 december 1887) was een ambtenaar, historicus en staatsman in België.

## Afkomst en familie
De grootvader van Jules Van Praet, Joseph Van Praet, was drukker, boekhandelaar en een actief deelnemer aan en organisator van het verenigingsleven in Brugge. Zijn oom, Joseph-Basile Van Praet werd een van de belangrijkste conservators van de Bibliothèque Nationale in Parijs. Een tweede oom, François Van Praet, speelde een niet onbelangrijke rol, zowel in het stadsbestuur van Brugge als in dat van het Departement van de Leie. De vader van Jules, Augustinus van Praet (1770-1831), getrouwd met Anne-Marie De Pauw (°1772), dochter van een wijnhandelaar, werd griffier bij de rechtbank van eerste aanleg in Brugge. Dit echtpaar was het enige van de familie met nageslacht: Jules en Virginie. Virginie trouwde met de Belgische staatsman Paul Devaux.

## Levensloop
Jules doorliep de humaniora in het atheneum van Brugge, waarvan zijn vader een van de initiatiefnemers en beschermheren was. Pas vijftien op het einde van de retorica, herdeed hij nog eens het jaar in het atheneum in Brussel. Daarop werd hij in Parijs aan zijn oom Joseph-Basile Van Praet toevertrouwd. In de intellectuele kring van zijn oom kon hij omgaan met onder meer William Frederic Edwards en de zoöloog Henri Milne-Edwards, met de natuurkundige André-Marie Ampère, de historici Abel Villemain en François Mignet, de historicus en latere staatsman François Guizot. Vooral ontstond een nauwe vriendschap tussen Jules en de veertigjarige Henry Beyle, toen nog niet de beroemde Stendhal van Le Rouge et le Noir.
In 1823 keerde Van Praet naar Brugge terug en begon zijn universitaire studies in Gent, waar hij zijn jeugdvriend Edward Conway terugvond. De docenten waren onder meer de criminoloog Jacques-Joseph Haus, de historicus L.A. Warnkoenig, de taalkundige Johannes Schrant en de rechtshistoricus en latere Nederlandse minister-president Johannes Thorbecke. Van Praet behaalde op 10 augustus 1826 zijn doctoraat in de rechten met een thesis over de kansovereenkomsten.
Terug in Brugge gaf hij er de voorkeur aan zich verder aan de studie te wijden en werd adjunct van de stadsbibliothecaris en tevens stadssecretaris Pierre-Jacques Scourion. In 1828 publiceerde hij zijn eerste historische studie Histoire de la Flandre depuis Gui de Dampierre jusqu’aux ducs de Bourgogne, het jaar daarop gevolgd door De l’origine des communes flamandes et de l’époque de leur établissement. Amper drieëntwintig, werd hij tot lid van de Koninklijke Academie verkozen. Op 21 mei 1830 werd hij aangesteld als stadsarchivaris van Brugge. Hij begon aan wat hij toen als een levenswerk beschouwde, het ordenen en inventariseren van de archieven die na lange jaren van relatieve verwaarlozing, daar grote behoefte aan hadden.

## Tweede in bevel naast de koning

Handschrift van Van Praet vanuit het Kabinet van de Koning (1834)

Van Praet speelde geen rol in de Belgische Revolutie van 1830, maar zijn schoonbroer Paul Devaux, des te meer. Een van de machthebbers geworden van het nieuwe land in wording, ontbood hij zijn schoonbroer naar Brussel. Hij werd toegevoegd aan het 'Comité diplomatique', voorgezeten door Sylvain Van de Weyer, omwille van zijn juridische en historische kennis, en vooral omwille van zijn talenkennis. In november 1830 vergezelde hij graaf d’Aarschot voor een lang verblijf in Londen, in een poging om de plooien tussen het rebellerende land en de Mogendheden glad te strijken. De tegenstellingen bleken te groot en de delegatie besloot onverrichter zake naar België terug te keren. Ondertussen had men daar niet stilgezeten en had het Nationaal Congres beslist de troon aan Leopold van Saksen Coburg aan te bieden. Op de terugweg kruisten de delegaties elkaar en de Bruggelingen Henri de Brouckère en priester Leon De Foere konden Van Praet overtuigen om rechtsomkeer te maken.
Voortaan zou Van Praet talrijke keren prins Leopold ontmoeten en als tolk bij de besprekingen optreden. Toen Leopold na veel discussies de Belgische troon aanvaardde, was zijn eerste beslissing Van Praet tot zijn secretaris te benoemen. Terug in België begon het werk om van dit nieuwe land een georganiseerde staat te maken. Naast Leopold speelde Van Praet hierbij een belangrijke rol. Alle tijdgenoten die ze aan het werk zagen, zijn het er over eens dat het om een innige samenwerking ging, waarbij de ene de andere aanvulde. Van Praet en zijn diplomatieke talenten werden voortaan ingezet zowel voor de binnenlandse als voor de buitenlandse politiek. Om zijn gezag nog te verstevigen werd hij benoemd tot minister van het Huis van de Koning.
Van Praet werd niet alleen, na de koning, de belangrijkste Belg voor het buitenlands beleid, hij kreeg ook aanzienlijk gezag in de binnenlandse politiek. De relaties tussen de koning en zijn regering waren vaak gespannen en Van Praet trad dan op als bemiddelaar. Vanaf 1832 slaagde Van Praet er in om een jeugdvriend te doen benoemen als een van de hoofdmedewerkers van de koning: Edward Conway werd intendant van de Civiele Lijst van de Koning, met heel wat belangrijke nevenactiviteiten aan het Hof.
In de laatste maanden van zijn leven sloot Leopold zich volledig op en, behalve twee dienstknechten en een kamermeid, had alleen Van Praet nog toegang tot hem. Hij was het die tijdens die moeilijke maanden in grote mate de koninklijke macht uitoefende. Toen de koning op 10 december 1865 de geest gaf stond Van Praet aan zijn zijde. Vijfendertig jaar trouwe dienst werden in het testament van de koning beloond met een lijfrente van 20.000 goudfranken.
Van Praet, die toen de zestig naderde, werd door Leopold II in zijn functie bevestigd en hij zou zijn koning, voor wie hij in diens jeugd een tweede vader was geweest, nog bijna twintig jaar bijstaan, weze het dan wel met iets méér afstandelijkheid dan met de eerste koning.

## Leopold I en Van Praet

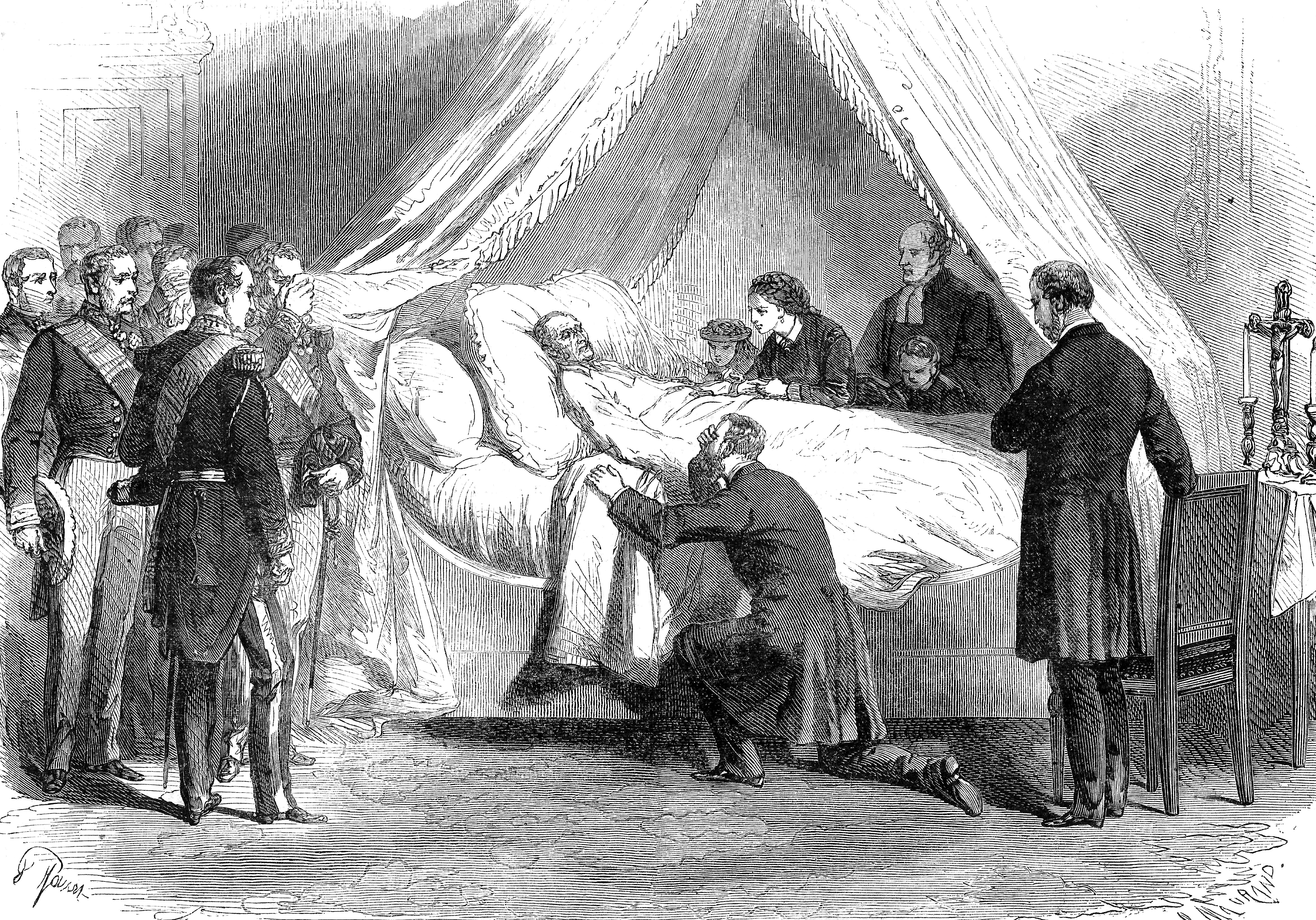
De dood van koning Leopold I

Koning Leopold was ongetwijfeld een moeilijk man om mee samen te werken. Het vertelt veel over Van Praet dat hij daar vijfendertig jaar lang wonderwel in geslaagd is en de vriendschap en ontzag van zijn veeleisende en wispelturige meester kon verwerven. De briefjes die de koning naar hem stuurde en die bewaard zijn gebleven in het Koninklijk Archief, zijn welsprekend. Enkele voorbeelden:
- op 13 oktober 1844: "Uw tussenkomsten zijn altijd uiterst nuttig en u moet zelf wel erg tevreden zijn wanneer u denkt aan al het goede dat u op wijze en onpartijdige manier aan de zaken bijdraagt"
- op 6 mei 1846: "Ik schrijf u een briefje voor mijn aankomst om u te zeggen dat als er iemand ter wereld is van wie ik hou en die ik waardeer, dat u het dan wel bent".
- op 1 oktober 1846: "Ik heb u altijd even goed als loyaal gevonden, even toegewijd als intelligent en bekwaam en grenzeloos geduldig en werkzaam. Het resultaat van mijn beoordeling is dat ik u zeer liefheb, dat u mijn volste vertrouwen en mijn hartelijkste waardering geniet, meer kan ik u niet geven, mijn allerbeste Van Praet".
- op 22 maart 1855: "Zoals gewoonlijk moet ik u melden dat ik het ten zeerste eens ben met uw wijze en intelligente manier waarop u de zo vaak vervelende en vermoeiende problemen aanpakt".
- op 2 april 1855: "Ik bemin u als een zoon en door uw toegenegen toewijding verdient u dat; ik bemin u zelfs méér dan een zoon, want we hebben dezelfde opvattingen, inzichten en gevoelens, wat niet altijd het geval is tussen vader en zoon, want deze laatste denkt vaak dat hij anders moet handelen dan zijn vader".

Er zijn wellicht maar weinig staatshoofden, of zelfs meer algemeen machthebbers, aan te wijzen die op dergelijke warme manier een medewerker bejegenden. Leopold had zich daarbij kunnen beperken tot mondelinge goedkeuringen, maar hij hield er duidelijk aan ook schriftelijke sporen van zijn waardering na te laten.

## Van Praet in de intimiteit
Jules Van Praet bleef vrijgezel. Een gezin zou hem in zijn drukke opdracht, naar zijn gevoel, gehinderd hebben. Hij bewoonde een statig herenhuis in de Hertogstraat, het Huis Ducale, was verzamelaar van mooie banden, oude boeken en schilderwerk. Hij kocht een aantal 18de-eeuwse of vroeg-19de-eeuwse werken aan van onder meer Goya, Canaletto, Gainsborough, Bonington, Larguillière, David en Géricault. Uit de Franse school kocht hij werk van levende kunstenaars: Ingres, Corot, Théodore Rousseau en Decamps. Als Belgische schilders waren vooral Alfred en Joseph Stevens in zijn verzameling aanwezig, maar ook Wappers, Madou, Florent Willems en Louis Gallait. Zijn voorkeur ging vooral naar Jean François Millet en Ernest Meissonier. De wereldberoemde 'Angelus' van Millet behoorde tot zijn collectie.
Na een onderbreking van veertig jaar ondernam Van Praet opnieuw studiewerk. In 1867, 1874 en 1884 publiceerde hij de drie delen van zijn Essais sur l’histoire politique des derniers siècles, vrucht van decennia aandachtige lectuur en van de concrete vertrouwdheid met de machtsuitoefening.
In 1881 werd Van Praet vijfenzeventig. Hij ontvluchtte van langsom meer Brussel om te gaan werken of verpozen in zijn vakantieverblijf in Blankenberge. Stilaan werd zijn sterk gestel aangevreten en, hoogst onwelkom, werd hij bijna blind. Bij Leopold II werd hij bijgestaan door zijn neef Jules Devaux als secretaris, die hem rond 1875 in de functie van kabinetschef opvolgde maar in 1886 op achtenvijftigjarige leeftijd overleed.
Van Praet, die zijn leven lang de godsdienstpraktijk had verwaarloosd, evolueerde vanaf de jaren zeventig onder invloed van de redemptorist en latere kardinaal-aartsbisschop Dechamps en werd bewust gelovig.

## Overlijden en nagedachtenis
Op 29 december 1887 gaf hij de geest, als laatste van de Brugse Van Praets. Hij kreeg een nationale uitvaart waarop, hoogst uitzonderlijk, de koning aanwezig was. Nog bij leven van Jules Van Praet had Leopold II hem speciaal willen eren, door aan de baan die naar het paleis van Laken leidde de naam Jules van Praetlaan te geven. Het is pas in 1957 dat zijn geboortestad zijn naam aan een straat toebedacht. Ook in de stad Brussel is er, vlak bij de Beurs, een Jules Van Praetstraat.
Jules Van Praet behoort tot de meest prominente figuren die België sedert 1830 hebben geleid. Gedurende een halve eeuw en vooral tijdens de eerste jaren van het nieuwe koninkrijk, speelde hij een uitzonderlijk belangrijke, en op enkele cruciale ogenblikken zelfs doorslaggevende rol.